# Château de Kérouzéré
Ce château est à ne pas confondre avec le château de Keruzoret en Plouvorn.
Le château de Kérouzéré, situé dans la commune de Sibiril, est l'unique forteresse du XVe siècle visitable dans le Finistère. Ce château est édifié entre 1425 et 1458 par Jean II de Kérouzéré, échanson du duc de Bretagne Jean V. La forteresse a été assiégée lors de la guerre de la Ligue en 1590. Le château est classé monument historique en 1883. Des restaurations ont été réalisées au XXe siècle par la famille de la Lande de Calan, qui en est le propriétaire actuel.

## Histoire

### Moyen Âge
Un château existait dès 1250 au moins ; Yvon de Kerouzéré, né en 1225, seigneur de Kérouzéré, fut chevalier croisé en 1248 lors de la Septième croisade, est le plus ancien seigneur de Kerouzéré connu.

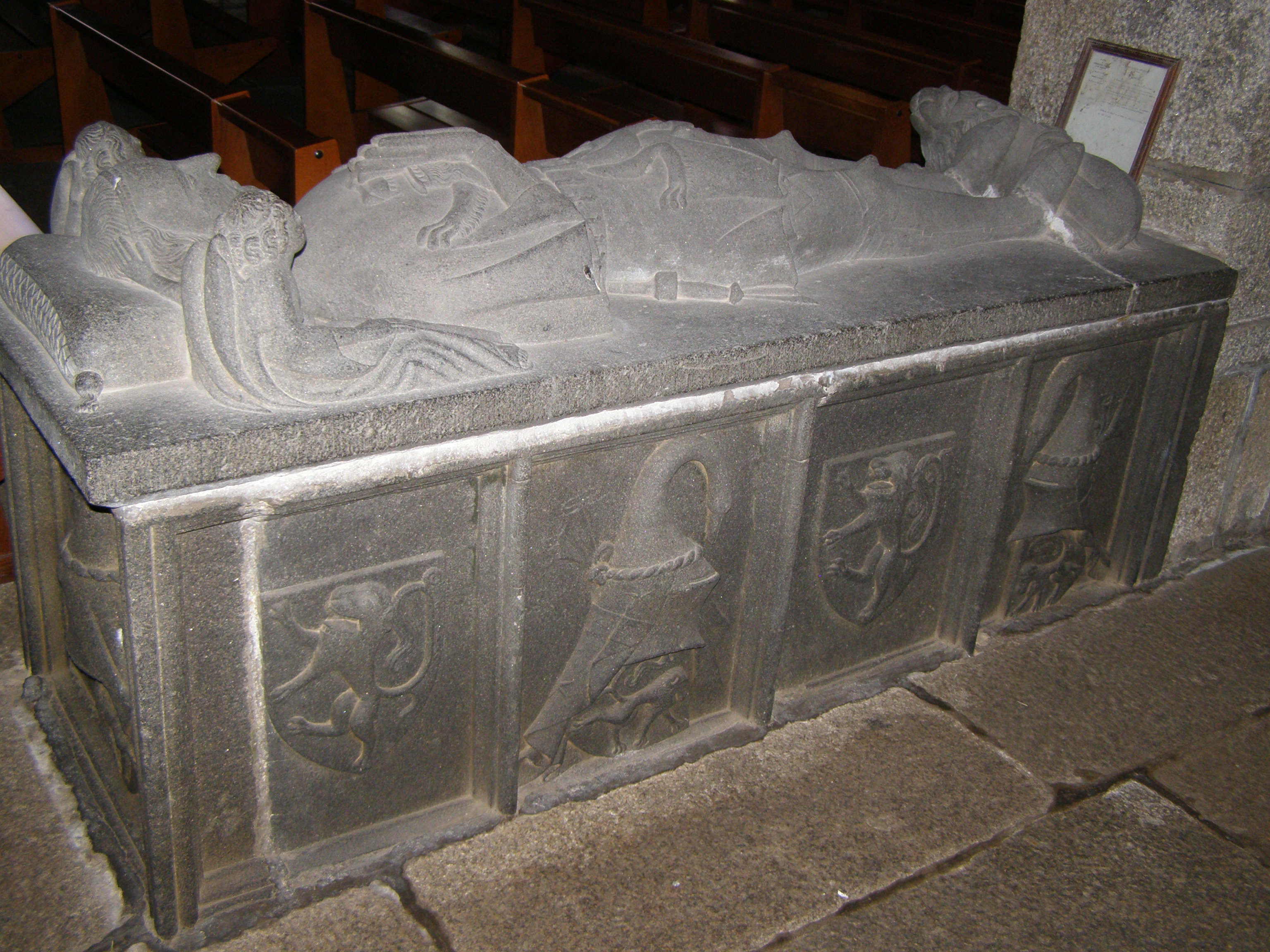
Le gisant de Jean de Kérouzéré dans l'église Saint-Pierre de Sibiril.

Ce château est édifié entre 1425 et 1458 par Jean II de Kérouzéré, échanson du duc Jean V de Bretagne, au lieu-dit Coat-an-Tour, siège d'une motte sur laquelle s'élevait jadis un donjon et où vivaient, en 1340, Yvon ou Eon de Kérouzéré ainsi que sa femme, née Marie de Pennanec'h.
Alain de Kérouzéré (mort en avril 1440) fut évêque de Léon de 1439 à 1440. Élu à la demande du Duc de Bretagne, Jean V.
Kérouzéré était jadis une haute justice qui s'exerçait, avec celle de Trogoff (en Cléder) avec laquelle elle était unie, à Plouescat et qui relevait du fief de Maillé-Seisploué. Le 30 novembre 1457, le duc Arthur III donne « congé au sire de Kérouzéré de fortifier la place et la maison de Kérouzéré ». Les registres de la chancellerie de Bretagne contiennent deux mandements ducaux relatifs à la fortification de Kérouzéré : l'un de 1459, l'autre de 1468, tous deux donnés par François II. À l'origine, le château se compose d'une série de bâtiments formant une courtine, flanqués de tours et d'un chemin de ronde crénelé pourvu de mâchicoulis. L'accès nord se faisait soit par un pont-levis, soit, plus probablement à la vue du manque de traces d'un pont-levis, par un pont fixe retiré en cas de menaces d'attaques.
Propriété de Jehan, seigneur de Kérouzéré (son gisant se trouve dans l'église paroissiale Saint-Pierre de Sibiril) et époux de Jehanne de Rosmadec (en 1481). Jehan III décède en 1518 et sa fille unique, Marie de Kérouzéré, épouse le 21 janvier 1492 Jehan de Kérimel (Kerymel), fils de Jacques de Kerymel et de Jehanne du Chastel (seigneur et dame de Coëtinisan et de Coëtles). Le château est ensuite par mariage propriété de la famille de Kerimel (vers 1540), puis, toujours par mariage, de la famille de Boiséon (à partir de 1565), originaire de Saint-Coulomb.

### Époque moderne
Le château de Kérouzéré perdit sa tour sud-ouest et sa courtine sud lors du second siège soutenu contre la Ligue, en 1590 ; le château appartenait alors à Pierre de Boiséon, seigneur de Coëtnizan, époux de Jeanne de Rieux, décédé en 1627 et soutien d'Henri IV, qui le défendait, aidé notamment par le sieur de Kerandraon, le sieur de Goëzbriant et plusieurs autres alliés contre les ligueurs, commandés par les seigneurs Gabriel de Goulaine (capitaine de 50 hommes d'armes), de Carné, de Rosampoul, du Faouët, etc., de Kergomar, etc., et une troupe de paysans léonards. Le château fut assiégé pendant plusieurs jours et les assaillants, ne parvenant pas à leurs fins, allèrent chercher un canon qui appartenait à Vincent de Plœuc, seigneur de Tymeur (en Poullaouen) et beau-frère du seigneur de Goulaine ; les tirs du canon provoquèrent une brèche dans les murailles et les assiégés demandèrent alors à capituler et obtinrent, malgré quelques violences, la vie sauve, sauf de Kerandraon, frère cadet de Pierre de Boiséon, un homme réputé cruel « qui par ses pilleries avait soulevé tout le pays contre lui », lequel fut massacré par les paysans.
En Bretagne, seuls les châteaux de Brest, Pont-l'Abbé et de Kérouzéré étaient acquis à la cause du roi Henri IV. En retour, le souverain fait remettre en état le bâtiment démonté lors de l'assaut : par arrêt du conseil du roi du 25 mai 1602, le duc de Mercœur fut condamné à payer au sieur de Coëtnizan 10 000 écus, et le roi y ajouta 35 000 écus de ses deniers, pour le dédommager des pertes qu'il avait souffertes pendant les guerres de la Ligue. La fidélité de Pierre de Boiséon à la cause royale lui valut les faveurs d'Henri IV, puis de Louis XIII : en mai 1598, des lettres patentes d'Henri IV réunirent les châtellenies de Kérouzéré, Menfaoutet, Canfrout, etc. à celle de Trongoff et érigea cette dernière en baronnie en faveur de Pierre de Boiséon. En 1614, des lettres patentes de Louis XIII réunissent les juridictions seigneuriales de Trongoff [Trogoff en fait] et de Kérouzéré et fixe leur siège à Plouescat.
Le château est restauré au début du XVIIe siècle (par Pierre de Boiséon), et restera la propriété de la famille de Boiséon jusqu'en 1682. Il est vendu en 1682 à Yves du Poulpry, seigneur de Lavengat (en Guissény), sénéchal de Léon : « avec tous ses droits de juridiction, haute, moyenne et basse, halles, droits honorifiques, prééminences, supériorités et fondations, droits de patronage, reliefs et rachats, lots et ventes, droits de champarts, franchises, déshérences, succession de bâtards, foires et marchés, et généralement tout ce qui appartient aux barons de Kérouzéré du fief de Maillé et vers lui chargé d'une épée dorée à la mort de chaque possesseur ».
Puis en 1714 le château devint la propriété de la famille de Bréhant, puis de celles de Berthelin du Clos, Larlan (en 1720), Éon du Vieux-Châtel (en 1764), Rosnivynen de Piré, en raison du mariage le 13 mars 1773 à Saint-Malo d'Hélène Marie Éon, fille de Nicolas Éon du Vieux-Châtel, avec Pierre de Rosnyvinen, comte de Piré (en 1787), du Beaudiez (en 1821), de L'Estang du Rusquec, Audren de Kerdrel (en 1912).
Les douves qui encerclaient le château furent comblées au début du XVIIe siècle. L'étang est asséché en 1856. Le domaine comportait un colombier daté de la fin du XVe siècle ou du début du XVIe siècle.

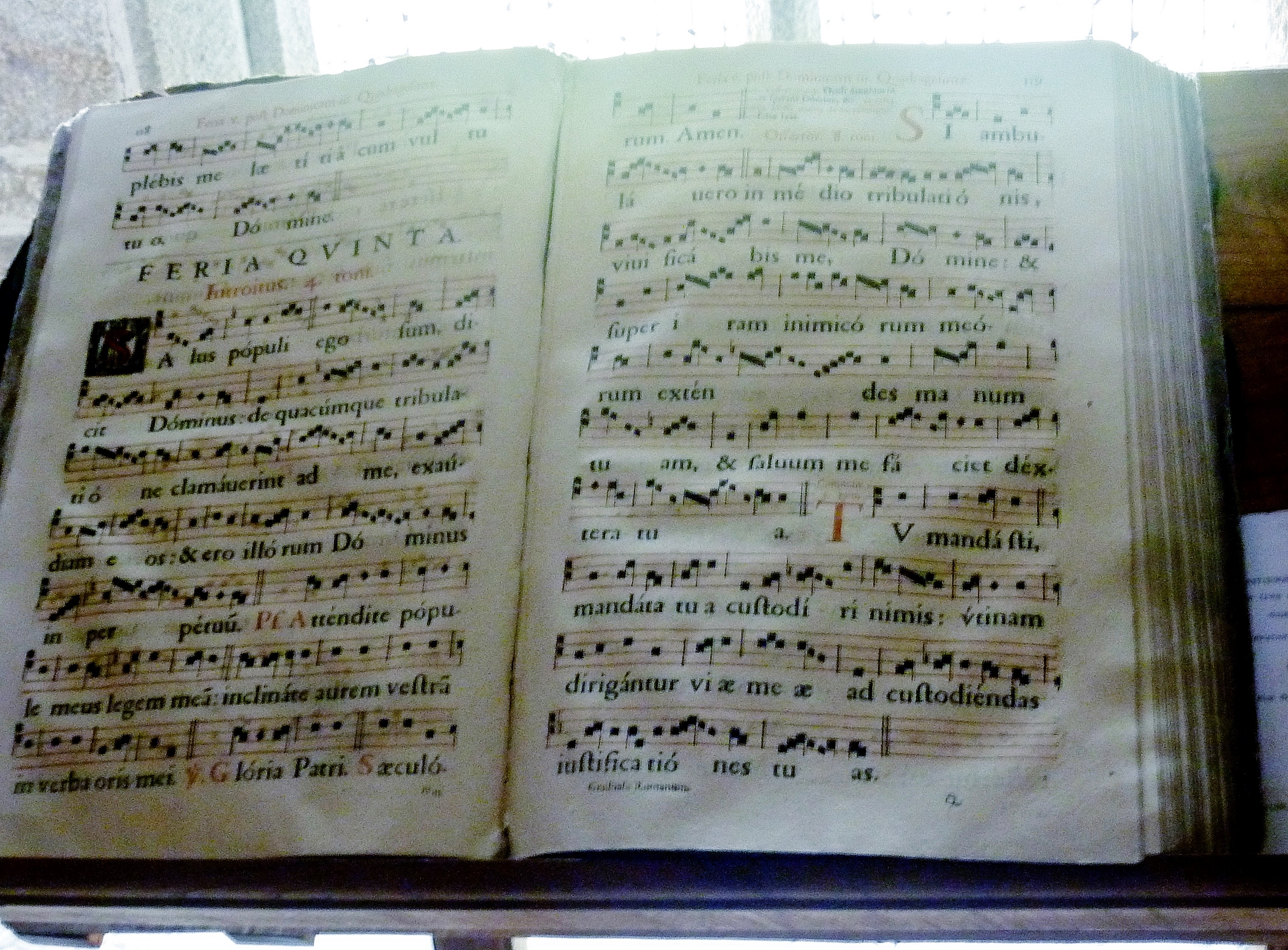
Antiphonaire du bréviaire romain datant de 1670.

### Révolution française
Marie Michelle Nouël de Lesquernec, veuve de Nicolas Éon du Vieux-Châtel, propriétaire du château de Kérouzéré, resta pendant la Terreur dans son château sans être inquiétée, car à la fin de l'année 1793, elle « offrit d'elle-même de remettre aux membres du district tous les titres [du] chartrier [de Kérouzéré] qui pouvaient être entachés de souvenirs féodaux, et comme tels devaient être livrés aux flammes d'après les prescriptions de la loi ».

### LeXIXesiècle

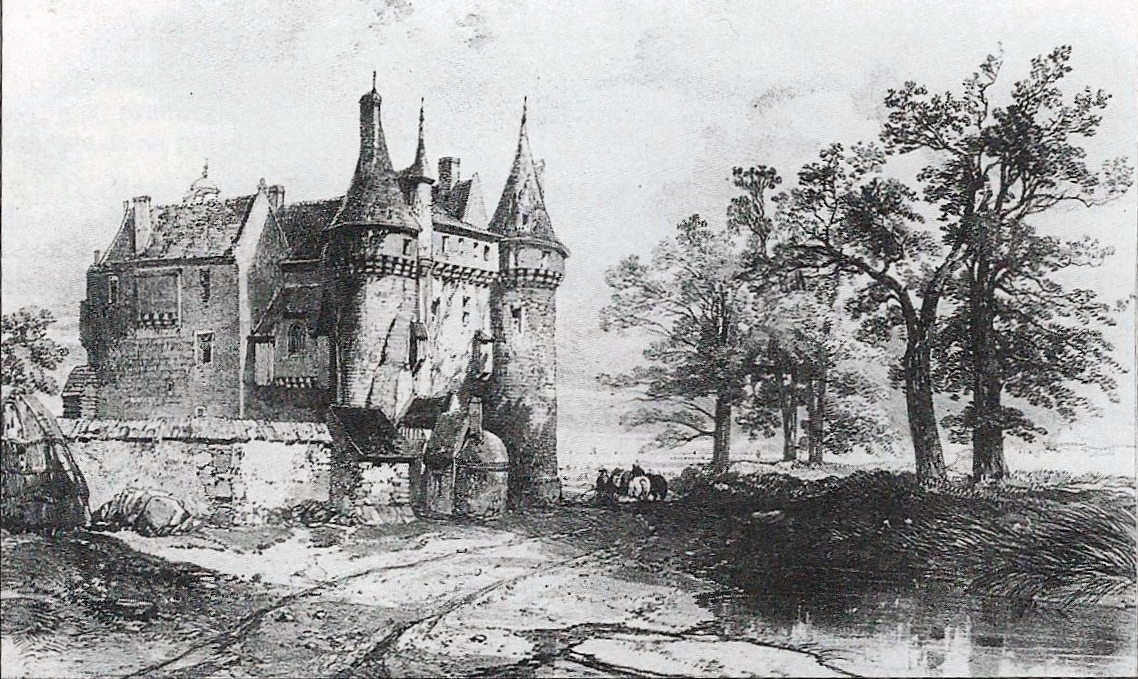
Le château de Kérouzéré (dessin d'Auguste Mayer et Eugène Cicéri publié en 1846).

Le 13 septembre 1821 Hippolyte de Rosnyvinen, comte de Piré, vendit le château de Kérouzéré et ses dépendances à Jean-Baptiste du Baudiez, percepteur des contributions directes, qui vivait dans le manoir de Botiguéry en Saint-Thonan pour la somme de 30 000 francs. Ce dernier y vécut jusqu'à sa mort survenue le 21 juillet 1850. Comme il n'avait pas d'héritier direct, le château revint à son neveu Henri de l'Estang du Rusquec, lequel vécut au château de Kérouzéré et fut maire de Sibiril de 1862 à 1874, ainsi que de 1876 à 1906. Il fut aussi candidat, non élu, aux élections sénatoriales de 1901. Il est l'auteur de plusieurs ouvrages dont Souvenirs historiques du château de Kérouzéré (1896) et Nouveau dictionnaire pratique et étymologique du dialecte de Léon (1895).

### Description

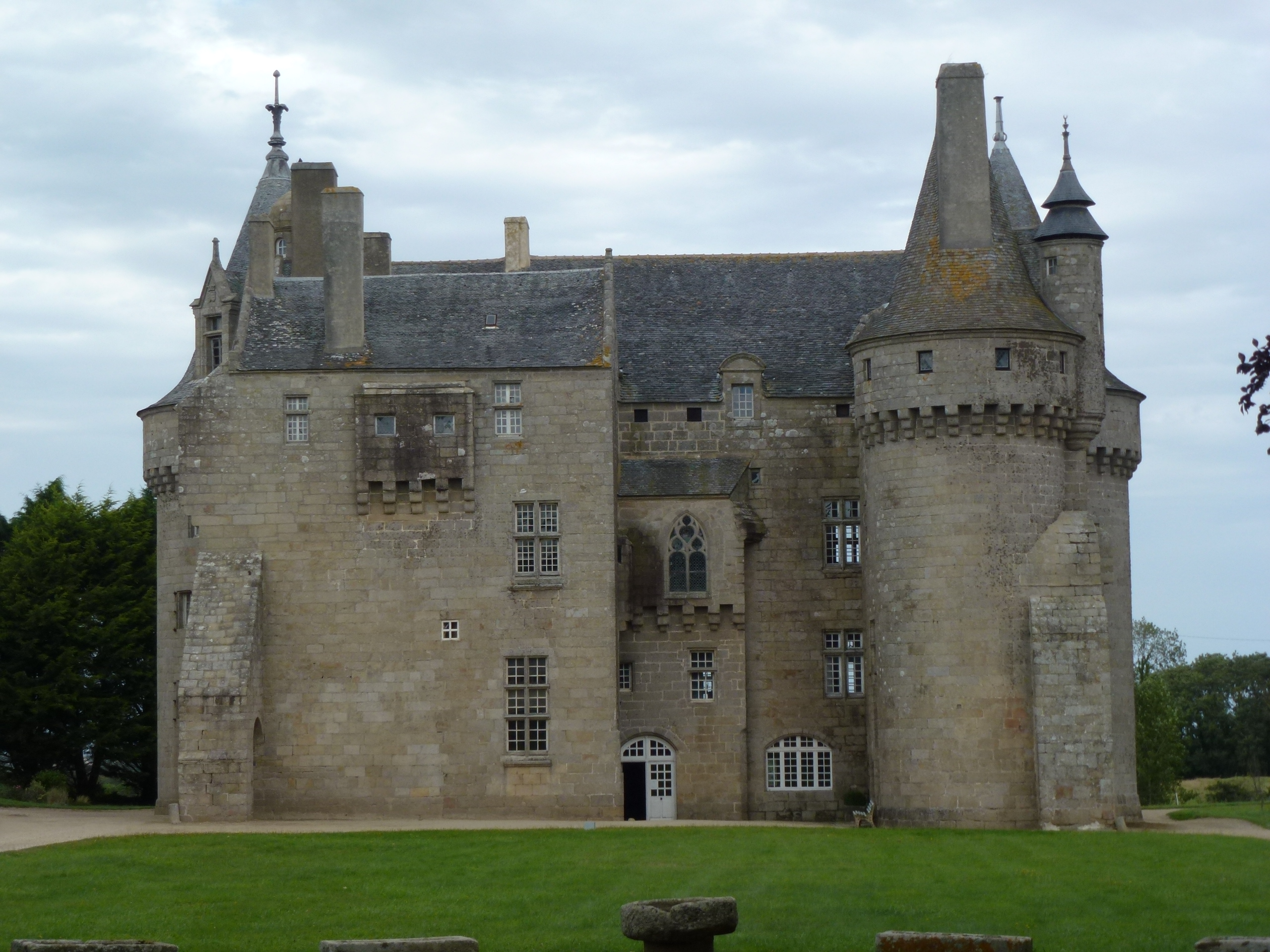
L'imposante façade d'entrée, côté sud.

Le Chevalier de Fréminville décrit le château en 1844 :  « C'est un édifice massif et carré, flanqué de trois tours rondes à créneaux et machicoulis, surmontées de toits en flèches. Ses murailles, toutes en pierre de taille, ont quatre mètres vingt-deux centimètres d'épaisseur. Des salles immenses, une chapelle, occupent son intérieur. Au reste le style presque entier de son architecture accuse la fin du seizième siècle. Le derrière seul de cet édifice annonce des constructions plus anciennes. La galerie de la courtine qui joint les deux tours de ce côté est percée de meurtrières pour mettre des fauconneaux.
Pol Potier de Courcy décrit ainsi le château de Kérouzéré vers 1859 :

« Ce château présente un édifice de forme carrée, flanqué de trois tours rondes, à créneaux et mâchicoulis. À deux de ces tours sont liées deux tourelles à nids d'hirondelles : l'une destinée à la guaite, l'autre à recevoir la cloche du beffroi qu'on y voit encore (…). Entièrement bâties en pierres de taille, ses murailles ont plus de 4 mètres de largeur et renferment au premier étage une chapelle pratiquée, partie dans leur épaisseur, partie dans un massif de maçonnerie élevé en encorbellement du côté du midi. Ce côté du château a été restauré après le siège soutenu en 1594 contre les Ligueurs, et une quatrième tour, à l'angle ouest, ruinée vraisemblablement à la même époque, n'a point été relevée depuis ; les toitures ont aussi été modernisées (…). »

— Pol Potier de Courcy, Itinéraire de Saint-Pol à Brest.
Parmi les représentations du château parvenues jusqu'à nous, sur aucune ne figure la tour sud-ouest détruite après le siège des Ligueurs. La tour est remplacée par un contrefort par Pierre de Boiséon. Certaines représentations, comme une des premières photographies du château, montre la tour nord-ouest, aujourd'hui avec un toit en pointe, avec un toit plat comme à l'origine.

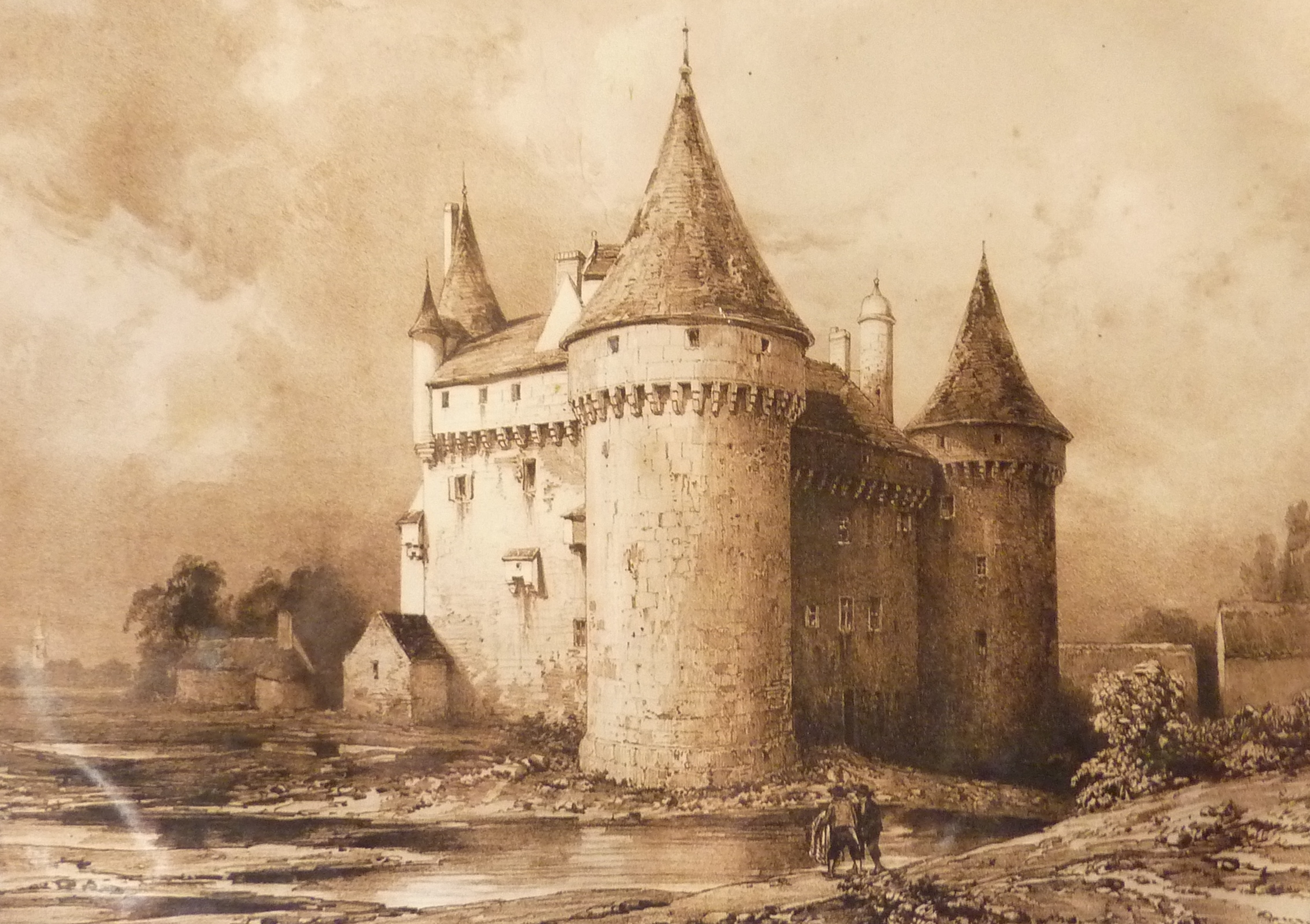
Le château de Kerouzéré (gravure ancienne).
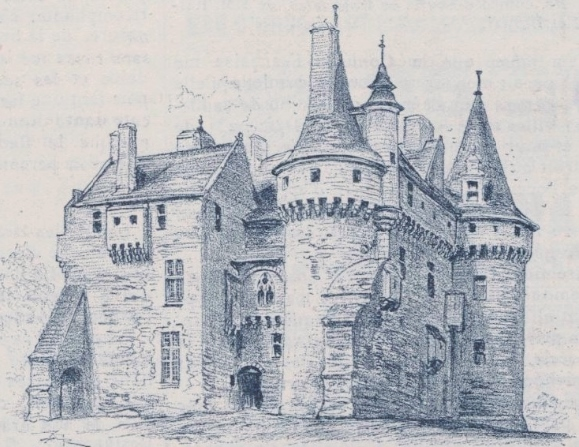
Dessin du château de Kérouzéré en 1891 (par Albert Robida).

### Famille de Kerdrel
La troisième et dernière vente du château de Kerouzéré remonte à 1821. C'est Jean-Baptiste du Beaudiez rachète le château au général Hippolyte de Piré. Le château est ensuite transmis par héritages et mariages successivement à la famille du Rusquec puis de Kerdrel.

### Famille de la Lande de Calan
À la suite du mariage de Joseph de La Lande de Calan avec Agnès Audren de Kerdrel,  le 21 mai 1912, le château devient propriété de la famille de la Lande de Calan. Elle décède le 10 juin 1914 âgée de 23 ans, peu après avoir donné naissance à Olivier de La Lande de Calan, c'est lui qui hérite du château à sa majorité. Il a également été maire de Sibiril durant la seconde guerre mondiale, entre 1941 et 1945 ainsi qu'entre 1947 et 1951. Il épouse Aliette de Champagny en 1943. Ensemble, ils entreprennent des travaux de restauration du château pour valoriser l'aspect et le confort de la forteresse médiévale. 
Un fils de ce dernier, Dominique de Calan, fut notamment numéro deux du patronat de la métallurgie, l'Union des industries et métiers de la métallurgie (UIMM) et un de ses petits-fils est Maël de Calan, né le 30 avril 1980 à Saint-Pol-de-Léon, homme politique français membre du parti Les Républicains, porte-parole de campagne d'Alain Juppé pendant la campagne présidentielle de 2017, candidat malheureux face à Laurent Wauquiez pour la direction du parti Les Républicains en 2017.
Le château de Kerouzéré est toujours la propriété de la famille bretonne de La Lande de Calan. Bruno hérite du château de ses parents et le transmet à ses trois enfants à son décès en 2012. Depuis 2024, Guénolé de Calan organise le développement des activités du château, avec des visites guidées ou libres, des cinémas en plein air, ou encore des fêtes médiévales,.

## Architecture
Le château de Kérouzéré est constitué d'un logis à deux étages et un étage de comble en plan en L. Il est construit en pierre de taille de granite et couverts d'ardoises. Il est orné de peintures du XVIIe siècle.
Dans le parc sont construits un colombier, une fontaine, un puits, un lavoir, et une ferme.
Tous ces bâtiments ont été classés monument historique en 1883,.

## Parc et jardins
Le parc est classé et le jardin irrégulier dessiné en 1940 est inscrit au pré-inventaire des jardins remarquables. Le parc du château de Kerouzéré est simple et austère, mais aussi majestueux, avec sa belle allée de platanes (plantés par Olivier de La Lande de Calan), ses massifs de rhododendrons, d'hortensias, de camélias ; le côté nord donne sur la mer et s'y trouvent une fontaine, un ancien lavoir et un colombier ou pigeonnier.

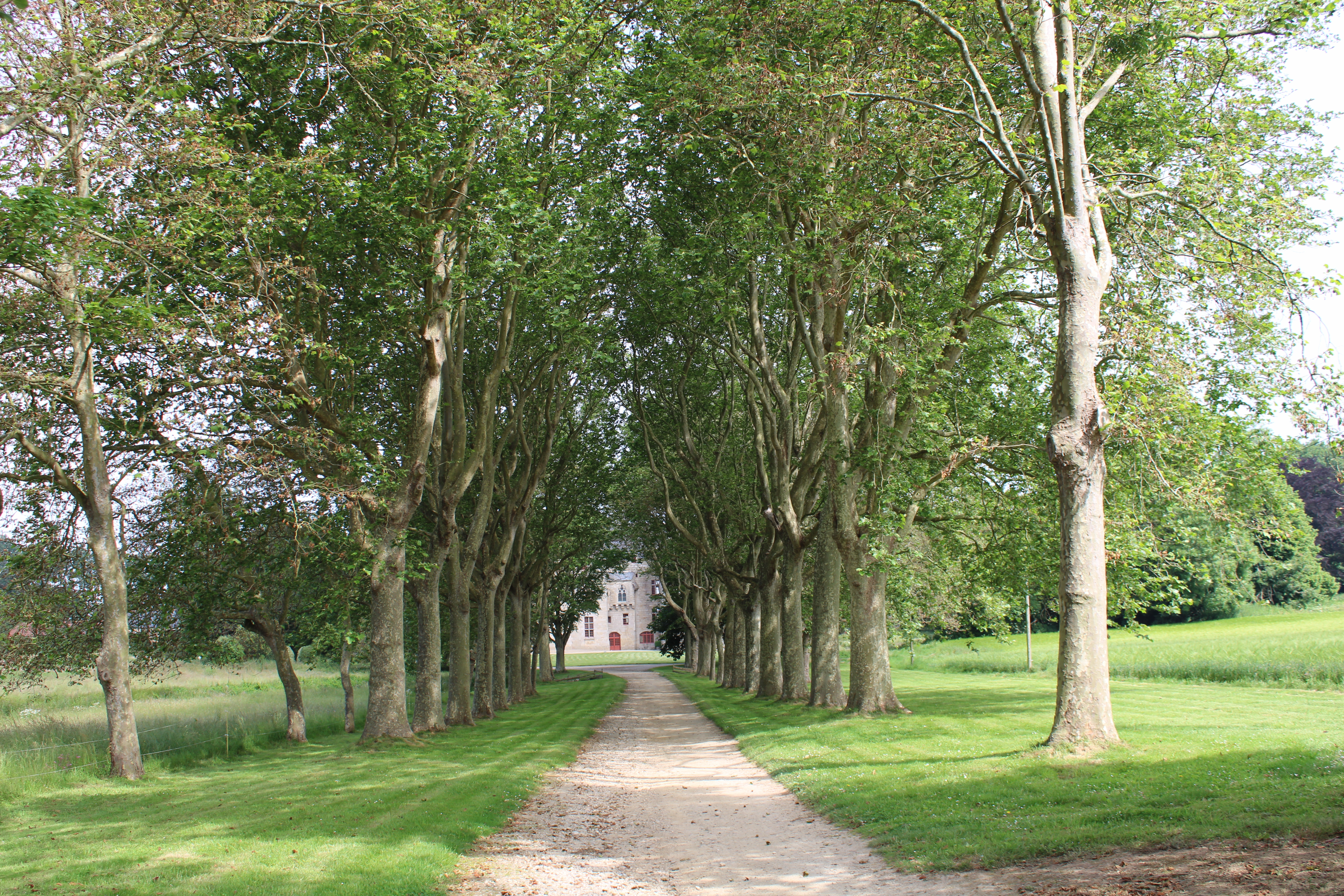
Château vu de l'allée boisée.
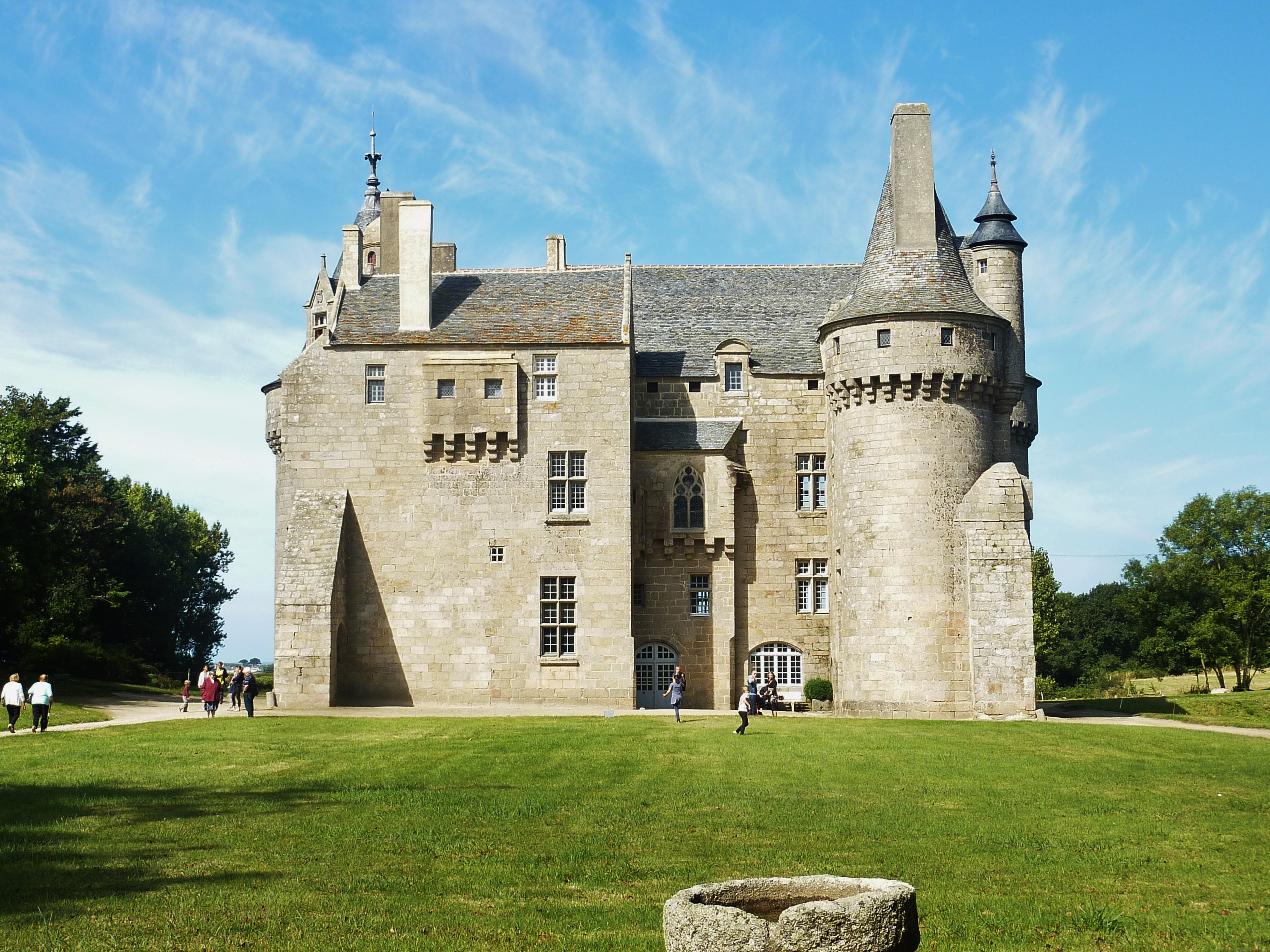
Vue sur la façade sud.
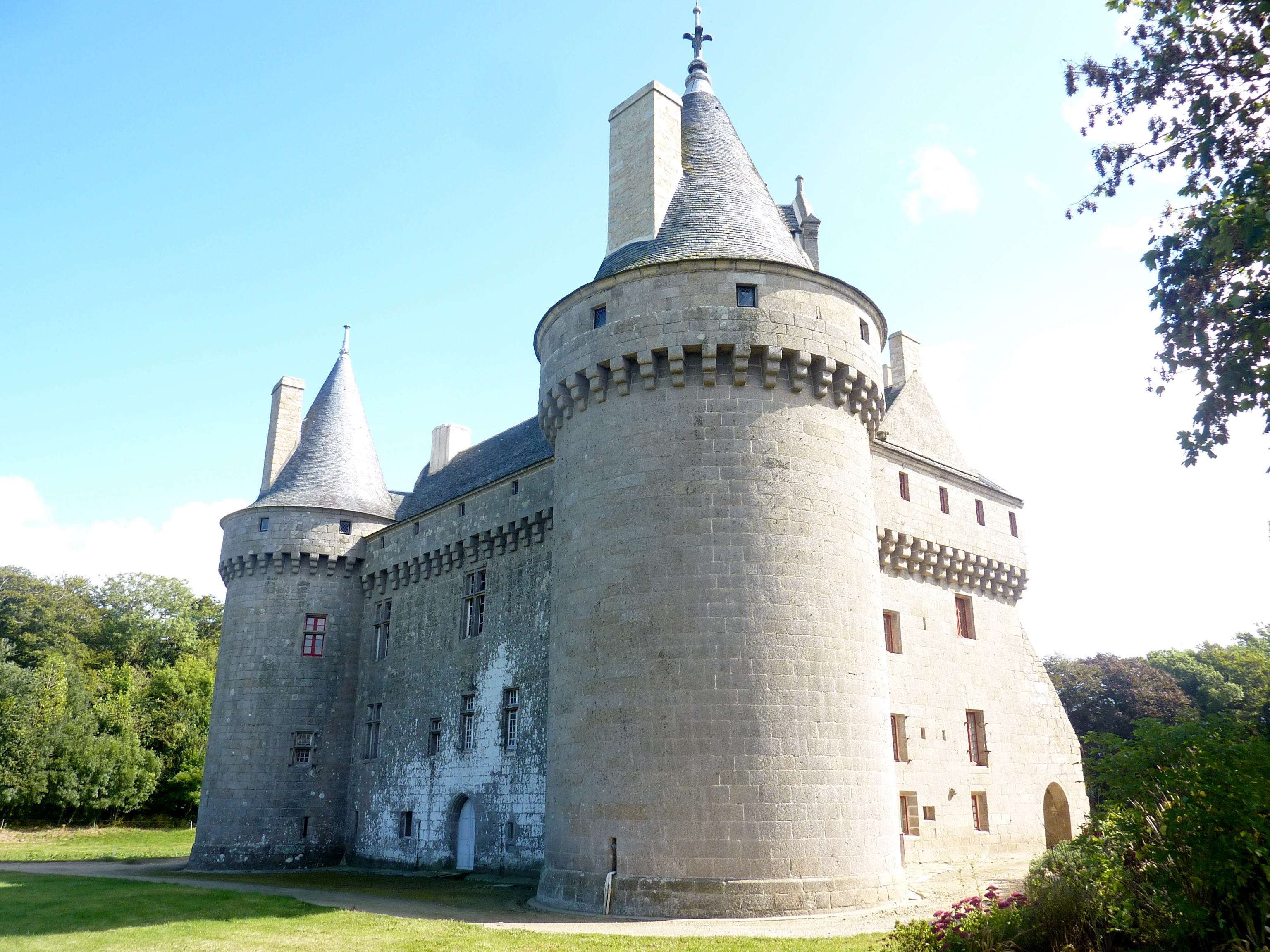
Vue sur la tour nord-ouest.
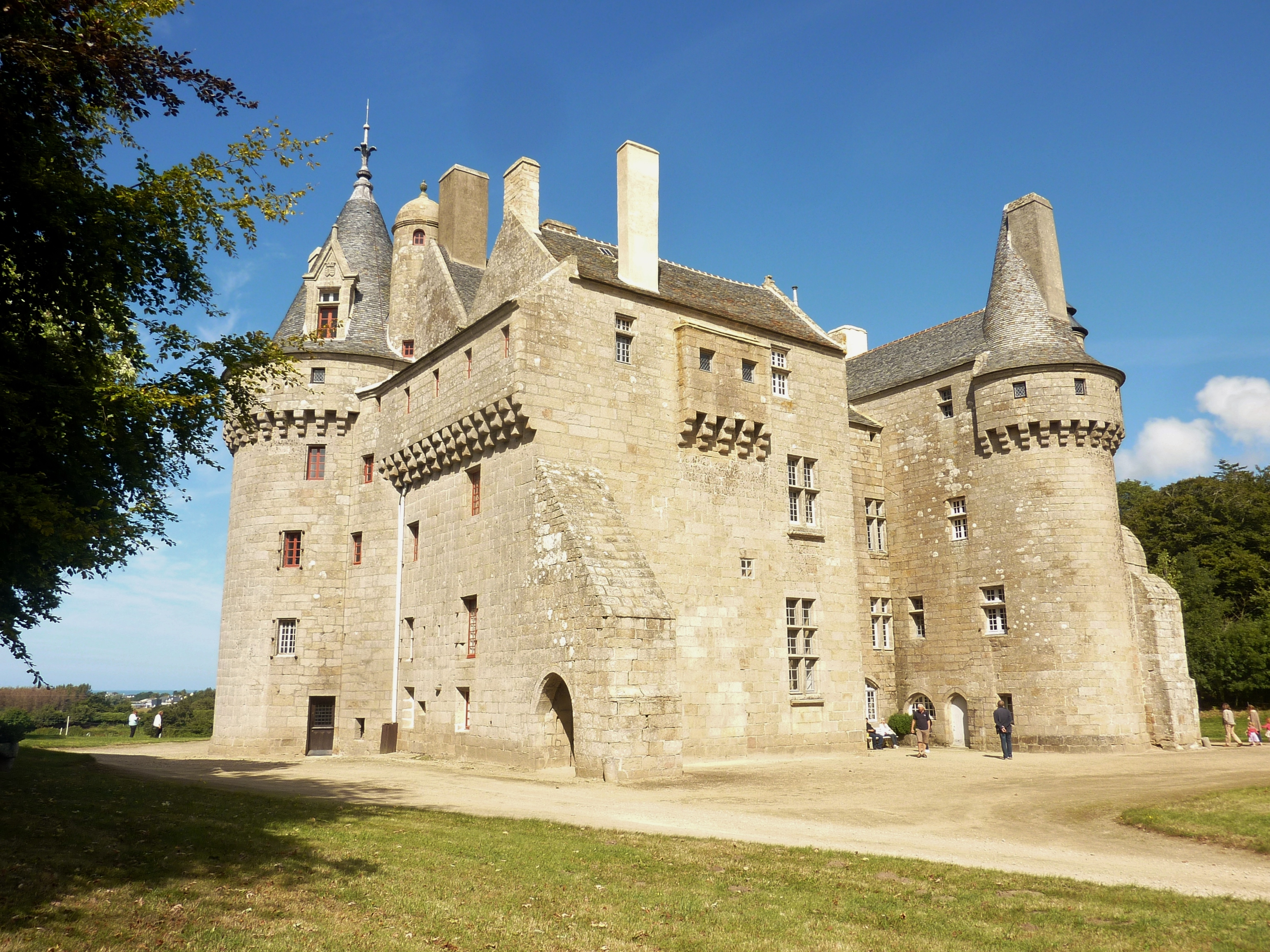
Vue sur le sud-ouest.
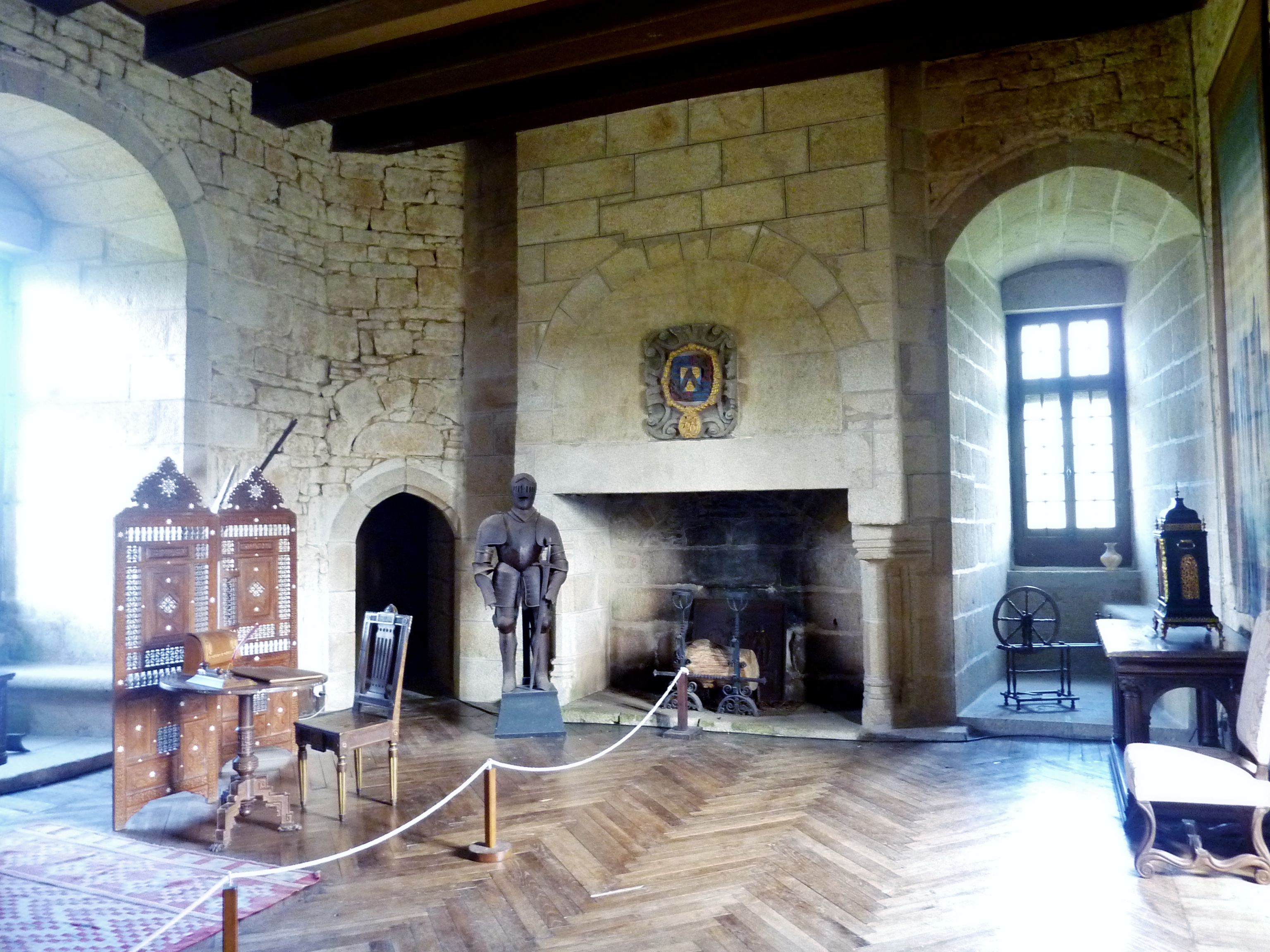
Vue intérieure, salle noble.
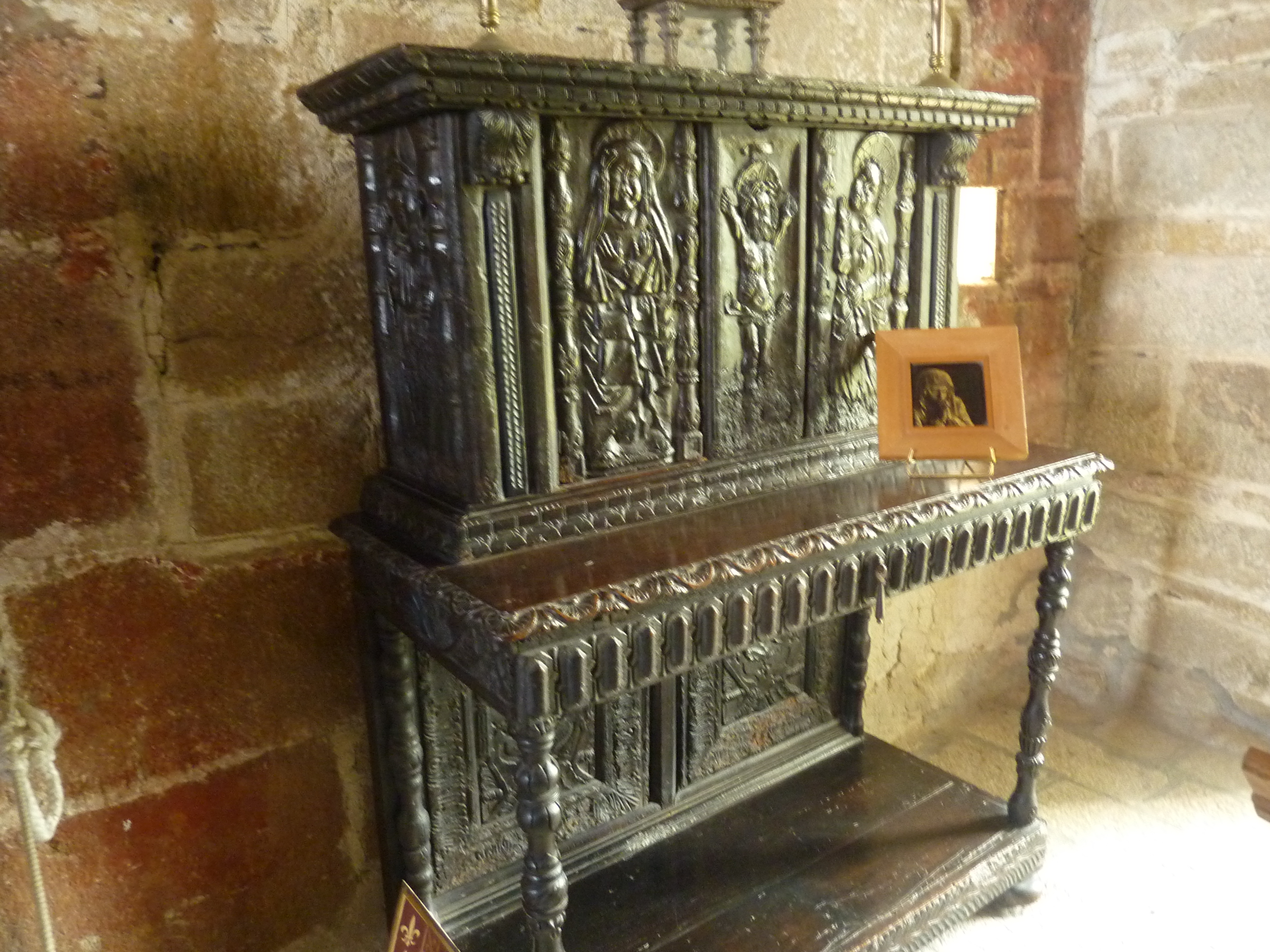
Vue intérieure, bahut, oratoire, salle noble.
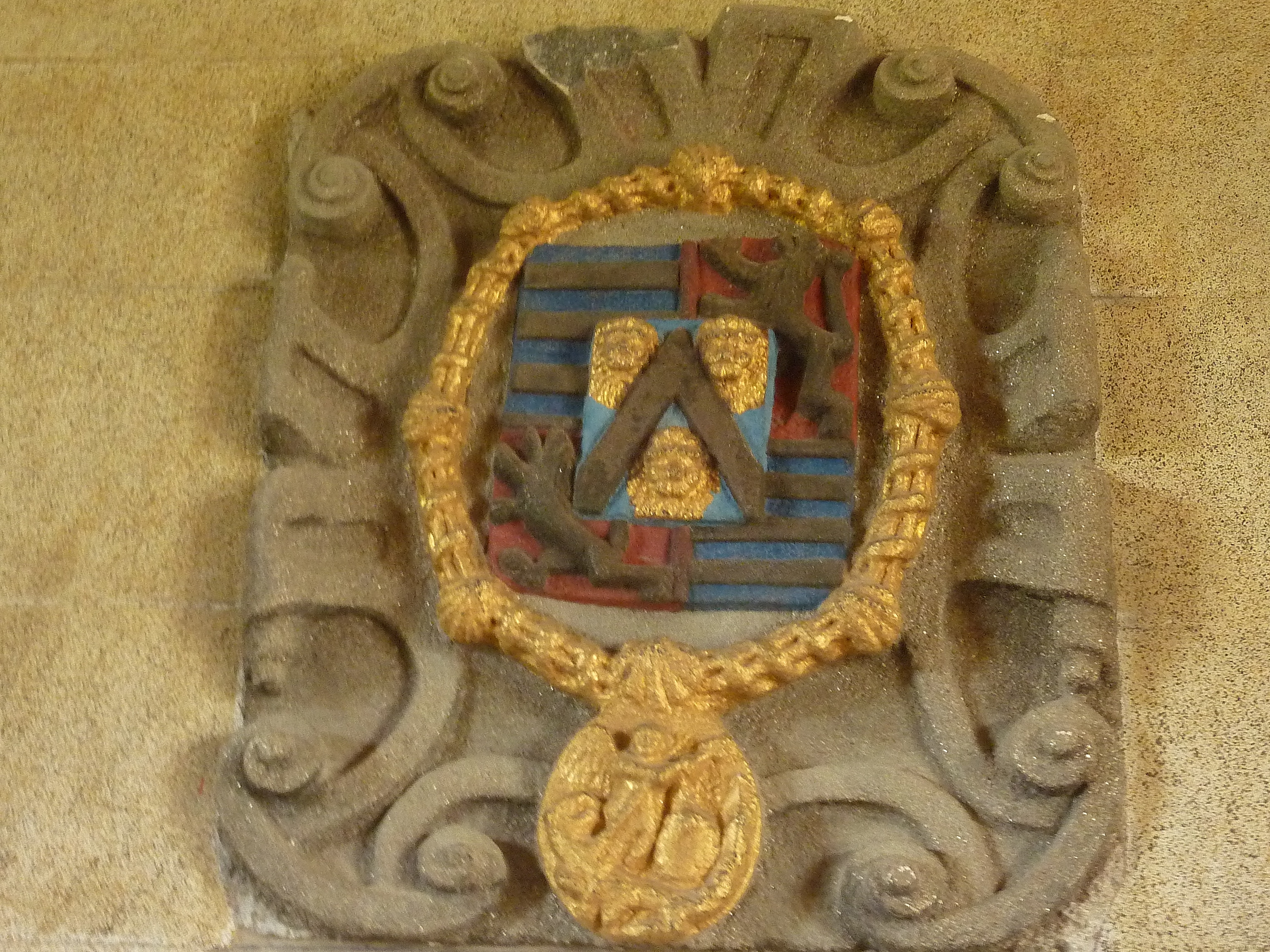
Armoiries de Pierre de Boiséon, kersantite peinte, salle noble.
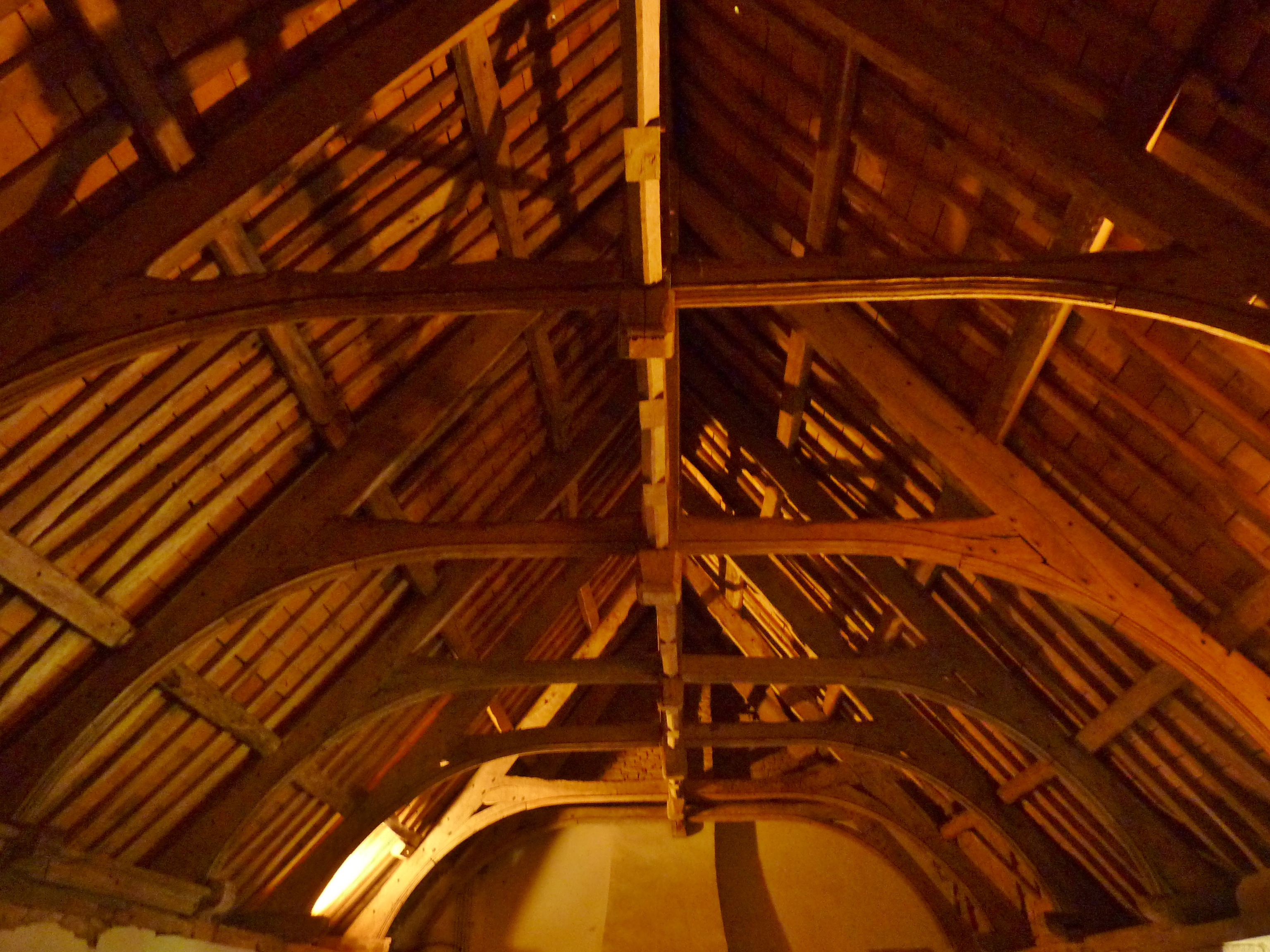
Charpente en coque de navire renversée de la salle d'armes.
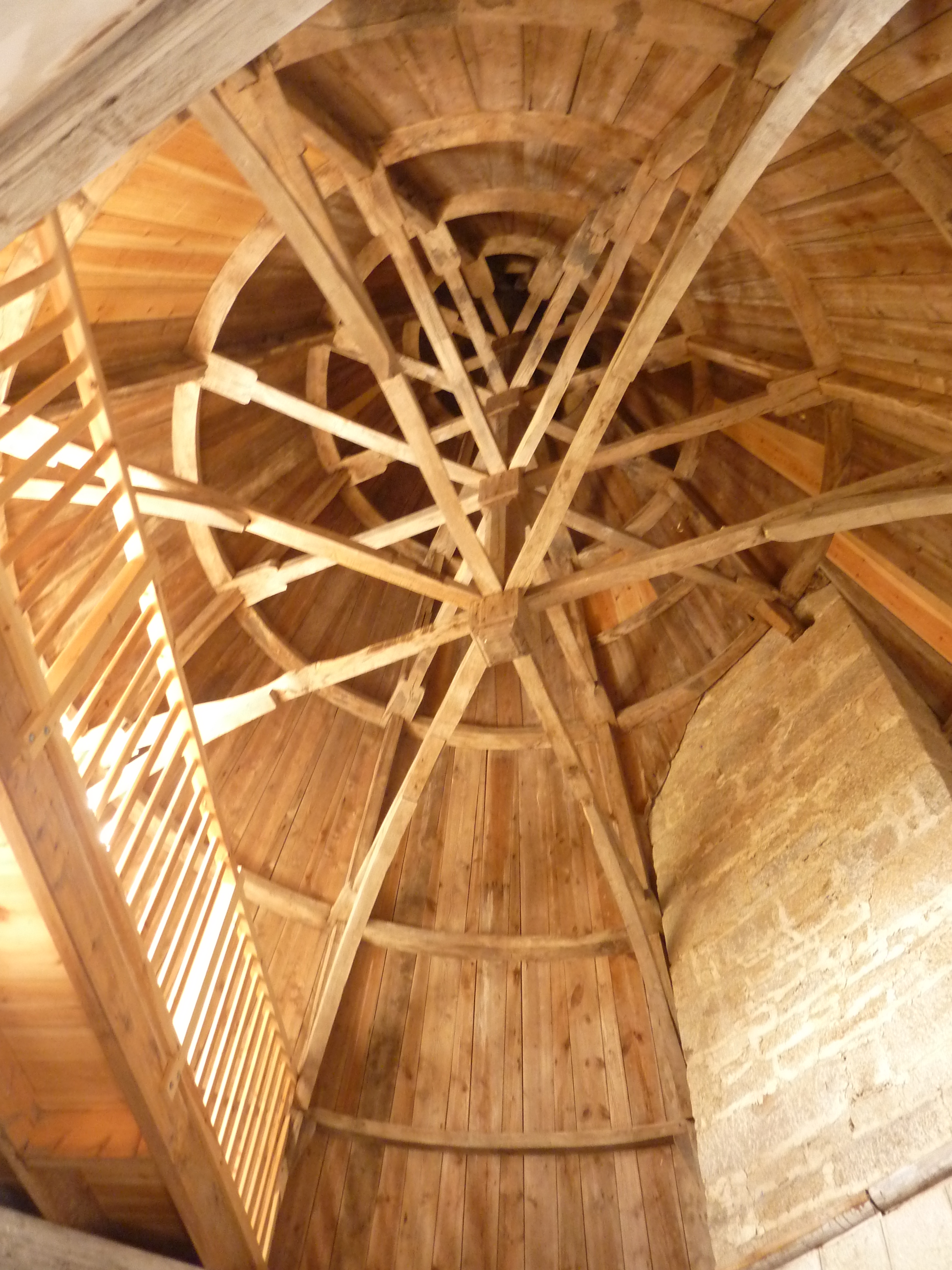
Charpente de la tour nord-ouest.
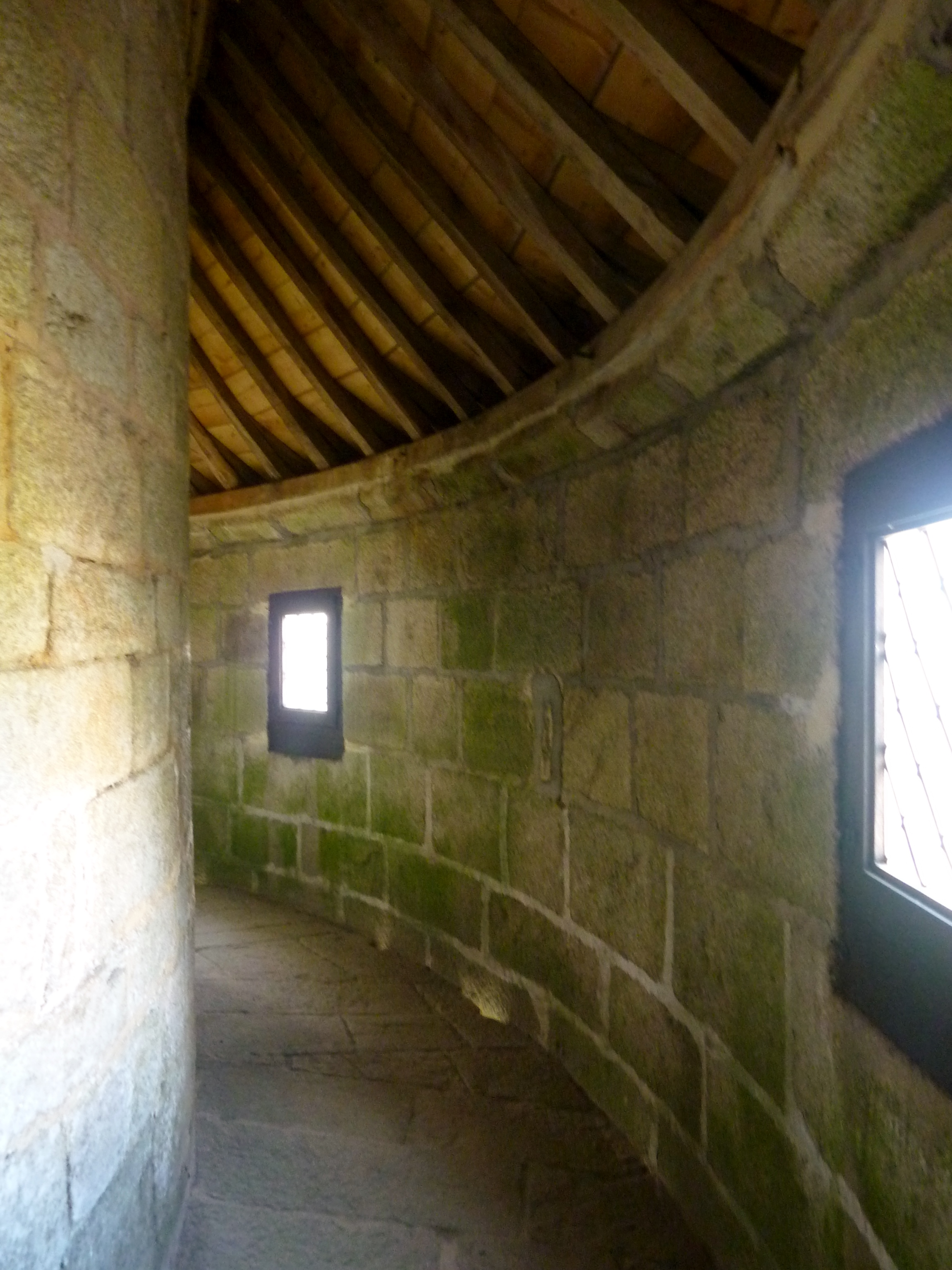
Coursive de la tour nord-ouest.